# 금강하구둑

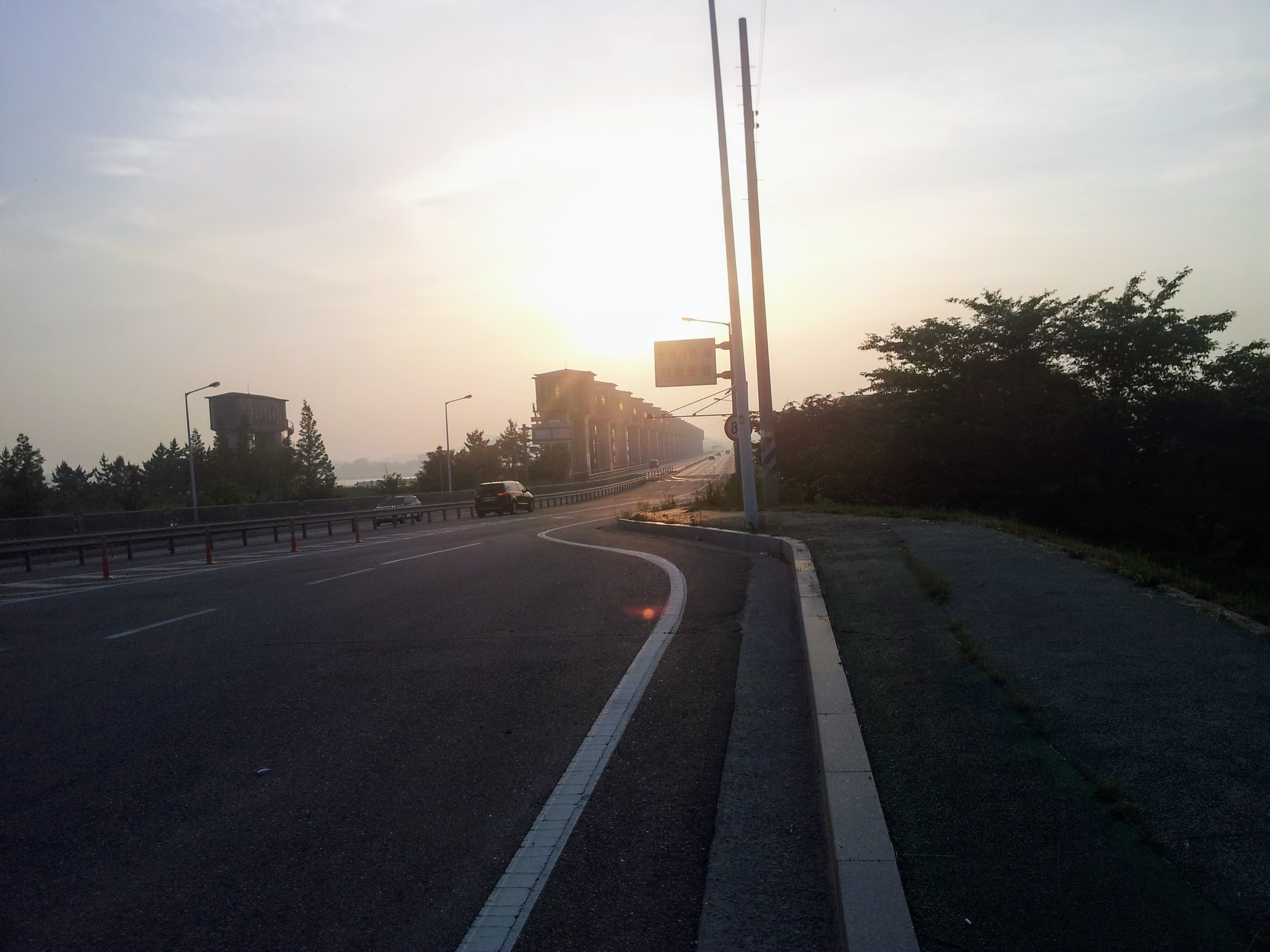
해지는 금강 하구둑길

금강하구둑(錦江河口둑, 영어: Geum River Estuary Bank)은 전북특별자치도 군산시 성산면 성덕리에서 충청남도 서천군 장항읍 도삼리로 이어지는 하구둑이다. 장항선과 구 군산선을 연결하기 위해 복선 철도 노반이 같이 건설되었으며, 실제 철도의 연결은 2007년에 단선으로 이루어졌다. 주변에 금강철새조망대가 있으며, 한국농어촌공사에서 관리하고 있다.

## 교통
금강하구둑은 2018년 12월 27일 동백대교가 개통되기 이전까지 전북특별자치도 군산시와 충청남도 서천군을 연결하는 유일한 도로였다.

## 관광
충남 서천군 마서면 당선리에 위치한 금강하구둑 관광지는 해마다 금강하구둑을 찾아오는 철새들을 볼 수 있는 명소다. 금강하구둑은 장엄하게 흐르는 금강이 바다를 만나 품을 넓히는 곳에 만들어진 대규모 수리시설로, 충남 서천과 전북 군산을 잇는 교량 역할도 하고 있다. 드넓은 갈대밭과 농경지를 품고 있는 금강 하구에는 가창오리, 청둥오리를 비롯해 검은머리물떼새 등 희귀 조류와 수만 마리 철새들이 날아와 장관을 이룬다. 이른 아침 안개가 피어오르는 풍경도 좋고, 해질 무렵 낙조와 함께 바라보는 풍광도 일품이다. 철새가 찾지 않는 계절이라도 금강 하구의 넉넉하고 여유로운 풍경을 감상하려는 여행자들이 끊이지 않는다.
사계절썰매장과 바이킹, 회전목마 등 놀이시설이 있는 드림랜드와 게임월드, 자동차극장으로 이루어진 금강하구둑 관광지는 식당과 주차장 등 편의시설을 잘 갖추어 금강하구둑을 돌아보며 즐거운 시간을 보내기 좋다. 특히, 뒤편 산책로를 따라 전망대까지 걸어 올라가면 금강 하구와 건너편 군산이 한눈에 들어와 일대를 조망하기에 그만이다. 금강하구둑 관광지 앞 강변 산책로에는 아기자기한 카페들과 김인전공원이 있어 데이트를 즐기려는 연인들에게 인기 있다. 나란히 이어지는 자전거길을 따라 하이킹을 즐기는 여행자도 많다. 금강 하구를 따라 조성된 긴 산책로를 천천히 걸으며 햇살에 반짝이는 강변 풍경을 감상하고 조금 더 걸어 조류생태전시관까지 함께 둘러볼 수 있다.